# 夏空少女
『夏空少女』（かくうしょうじょ）は、2005年10月14日にmixed upから発売された恋愛アドベンチャーゲーム。

## 概要
ゲームブランド「mixed up」のデビュー作となる本作は、コンピュータが管理・支配する世界を舞台に、社会から"はみ出した"少女たちとその再教育係の交流を描いたアドベンチャーゲーム。初期状態（Ver1.0）のままだと特定のヒロインが攻略不可能というバグが存在するので、プレイの際は修正ファイルの適用は必須。

## あらすじ
近未来世界、世界規模の戦争終結後、全ての人類が“マザー”と呼ばれるコンピューターに管理・支配されるようになった。そんなマニュアル化された世界に適応できなかった人々は“イレギュラー”と呼ばれ、「リクライムガーデン」という教育施設に収容されていた。
主人公「真嶋恭也」は、そのイレギュラー達を再教育する“ガーディアン”としてガーデンに派遣された。そこで彼は、感じたことのない世界を体験することとなる。

## 登場人物
真嶋恭也（まじま きょうや）
主人公。イレギュラー達を再教育する“ガーディアン”。趣味は家庭菜園。両親を亡くしており、妹のるりと共に肩を寄せ合うようにして暮らしながら、物語に登場するような、誰もが幸福に暮らせる「楽園」を探し求めている。
明里桃香（あかり ももか）　
声：中原ありす
養父とのトラブルでイレギュラーと認定され、「リクライムガーデン」に収容された少女。おとなしい性格だが、新しいことに挑戦することが好きで、創作料理を作っては失敗している。母親はすでに亡くしており、身寄りが無いため、本人によればすでに3年間ガーデンで暮らしている。
シスターアリシラ
　声：一色ヒカル
「リクライムガーデン」の寮監であるケアロイド。ほんわかした雰囲気を漂わせており、制作設定年齢より幼く見える。
杵築美星（きづき みほし）
　声：加乃みるく
「リクライムガーデン」での居住歴が長い少女で、ゴスロリ服が特徴。アリシラとひなと仲が良い。
数納夕希（すのう ゆき）
声：麻生涼音
「リクライムガーデン」での居住歴が長い女性。酒好きだがあまり強くない。両親から育児放棄された過去があり、そのためかギャンブル好きの守銭奴のような性格になってしまった。
真嶋るり（まじま -）
声：韮井叶
恭也の妹で、兄のことが好き。家事が得意。また、兄の影響もあってか、花を育てることが好き。いずれは「中央」に戻ることになっているが、それまでは少しでも長く兄と共に暮らしたいと思っている。
数納ひな（すのう -）
　声：夏目久美
夕希の妹。病弱なため、「リクライムガーデン」のそばの病院で入院している。姉の悪影響を受けてしまい、幼くしてギャンブル好きな性格になってしまっている。

## 舞台・用語
リクライムガーデン
本作の世界に順応出来なかった者（イレギュラーと呼ばれる）や身寄りの無い者が共同生活を営む教育施設。いわゆる全寮制の学校に近い。恭弥が後述のガーディアンを務めることになった施設は極東支部の施設の中でも規模が大きく、学校施設以外にも様々な福祉施設が揃っている。元日本だった場所のとある長閑な田舎町にある。
ガーディアン
ガーデンに収容された者たちの教育係。この世界では「模範的な善き人間」の代表とも言える存在として特別視されている。非常に優秀な一握りの者しか選ばれず、恭弥のような若い男性は特に少ない。マザーが理想とする価値観や良識を教育し、イレギュラーたちを再教育するのが彼らの役割である。
マザー
この世界の実質的な支配者。後述のファイナル・インフェルノを終結させた存在で、かつての世界戦争の原因となった価値観の違いがもたらす不和を問題視し、キリスト教の七つの大罪を元にした、「善き人間」を育てるためのマニュアル化された統一教育を全世界で行っている。その実態は世界を支配するマザーコンピュータ。
ファイナル・インフェルノ
本作の20年前に終結した世界戦争。この戦争により発展途上国の人口の90%以上、先進国の人口の半分が犠牲となった上、世界の多くの地域は人が住めないレベルまで汚染され、元の環境を取り戻すにはかなり長い年月を要する状況になってしまった。特に日本のあった極東地域は汚染が酷く、人口も激減しており、僅かに残った安全地帯に生存者が住んでいる状況だが、終戦から20年が経過した現在は、ガーデンのある地域は自動車やトラックが走り、家電製品やエレベーターなども通常通り作動するなど、戦争前と同じような文明的な生活を維持している。
第3女子寮
恭弥がガーディアンを担当することになった寮施設。寮生約20名ほどの小規模な施設でヒロインたちの多くはこの寮の寮生である。
社宅
恭弥とるりが暮らす平屋の日本家屋。元々は施設の管理人の自宅だった物で、本人が亡くなった後社宅として利用されている。かなり古い建物だが、恭弥たちは住めるだけでもありがたいと考えている様子。本来はガーディアン専用の社宅が別にあるが、独身寮でるりが一緒に住めないためこの家で暮らしている。家の庭は元々管理人が育てていた家庭菜園になっており、恭弥たちが住むまではシスター・アリシラが育てていた。
ケアロイド
この世界で広く普及しているアンドロイドでシスターとも呼ばれている。第3女子寮では生徒一人辺りに一体の割合であてがわれており、生徒たちの身の回りの世話をガーディアンと共に担当している。

## スタッフ
- シナリオ - 非公開
- 原画・キャラクターデザイン - やすゆき、水原優、桜咲ももこ
- 音楽 - mi:cs、FUKU、ゴウ、海老スパ、神崎雪杜

## 主題歌
- OPテーマ「-AizTaze-」
  - 作詞・作曲・編曲：noname / 歌：b
- EDテーマ「-dis-」
  - 作詞：ryouki、mi:cs / 作曲・編曲：mi:cs / 歌：c